# Mário Wilson
Mário Wilson ComM (Lourenço Marques, 17 de outubro de 1929 — 3 de outubro de 2016) foi um jogador e treinador de futebol português de origem moçambicana.

## Biografia
Mário Wilson nasceu em Lourenço Marques, actual Maputo, capital de Moçambique, então uma colónia portuguesa, filho de pai norte-americano e mãe moçambicana.
Inicialmente jogou pela equipa Os Fura Redes, dirigido pelos seus dois irmãos. Naquela época também praticou outras modalidades como atletismo, voleibol e basquetebol. Depois jogou pelo Desportivo de Lourenço Marques, actual Grupo Desportivo de Maputo, e brevemente pelo Clube Indo-Português.
Com 19 anos de idade chegou ao Sporting CP, substituindo o goleador Fernando Peyroteo, jogador angolano que havia terminado a carreira. No Sporting ganhou o campeonato nacional de 1950/51. Nas suas duas temporadas no clube fez 40 jogos e 38 golos. De 1951/52 até 1962/63 jogou pela Académica de Coimbra (como jogador-estudante formou-se em Geologia na Faculdade de Ciências da Universidade de Coimbra), onde mais tarde passou a jogar como defesa. Depois de 16 temporadas na primeira divisão com o clube aposentou-se em 1963.
Depois começou a sua carreira como técnico no Académica, com o clube sagrando-se vice-campeão na época 1966/1967, um êxito inédito na história do clube. Na mesma temporada, alcançou a final da taça em Lisboa onde o seu time foi derrotado pelo Vitória de Setúbal por 3-2.
Na temporada 1975/1976 destacou-se como o primeiro técnico português a ganhar o Campeonato Nacional com SL Benfica. Bem lembrada é a dupla de avançados, Jordão, que apontou 30 golos, e Tamagnini Nené, com 29. No ano seguinte foi substituído pelo inglês John Mortimore.
Entre Setembro de 1978 e Março de 1980 comandou a selecção nacional de Portugal na campanha para a qualificação pela Campeonato Europeu, mas esse objectivo não foi alcançado, após uma derrota de 1-2 em casa com a Áustria.
Voltou algumas vezes ao comando do Benfica como "bombeiro de serviço" - ganhando a taça de 1979/80 e 1995/96 com As Águias.
Em 1979, Wilson substituiu Mortimer no Benfica. Numa época histórica do clube, que aprovou pela primeira vez em Assembleia Geral do clube a utilização de jogadores estrangeiros. A contratação de Jorge Gomes ao Boavista constitui, assim, um marco histórico do clube. Ainda assim, o Benfica realizou uma temporada terrível, atenuada pela conquista da Taça de Portugal. Depois de orientar outros clubes, entre os quais o Grupo Desportivo Estoril Praia, Mário Wilson retorna ao Benfica no catastrófico reinado de Artur Jorge, ex-avançado que, curiosamente, chegou à luz pela mão de Mário Wilson. Com a inevitável saída de Artur Jorge, Mário Wilson assume uma equipa desfeita, conseguindo a vitória na Taça de Portugal, batendo o Sporting CP por 3-1.
A 13 de Julho de 1990 foi feito Comendador da Ordem do Mérito.
A sua filha, Ana, foi a Miss Portugal de 1982. O seu neto, Bruno Wilson, nascido em 1996, jogava nas equipas de formação do Sporting CP, atualmente joga na equipa B do SC Braga. Em maio de 2012 o Velho Capitão, como é carinhosamente conhecido Mário Wilson, apresentou a sua biografia Mário Wilson o velho capitão, da autoria de Carlos Rias.
Foi nomeado em 2013 Sócio Honorário do MIL: Movimento Internacional Lusófono.
Morreu a 3 de outubro de 2016, aos 86 anos.

## Clubes como técnico
- 1998/99: FC Alverca
- 1997/98: SL Benfica
- 1996/97: SL Benfica
- 1995/96: SL Benfica
- 1993/95: FAR Rabat
- 1990/91: RD Águeda
- 1989/90: SC Olhanense
- 1988/89: SC União Torreense
- 1988-88: Louletano DC
- 1986/88: CD Cova da Piedade
- 1985/86: GD Estoril Praia
- 1984/85: Boavista FC
- 1983/84: GD Estoril Praia
- 1980/83: Académica de Coimbra
- 1979/80: SL Benfica
- 1978/80: Portugal
- 1977/79: Vitória SC (Guimarães)
- 1976/77: Boavista FC
- 1975/76: SL Benfica
- 1971/75: Vitória SC (Guimarães)
- 1970/71: FC Tirsense
- 1968/70: CF Os Belenenses
- 1964/68: Académica de Coimbra